# Lepidopilum tenuifolium
Lepidopilum tenuifolium är en bladmossart som beskrevs av Mitten 1869. Lepidopilum tenuifolium ingår i släktet Lepidopilum och familjen Daltoniaceae. Inga underarter finns listade i Catalogue of Life.